# Augustin Marlorat

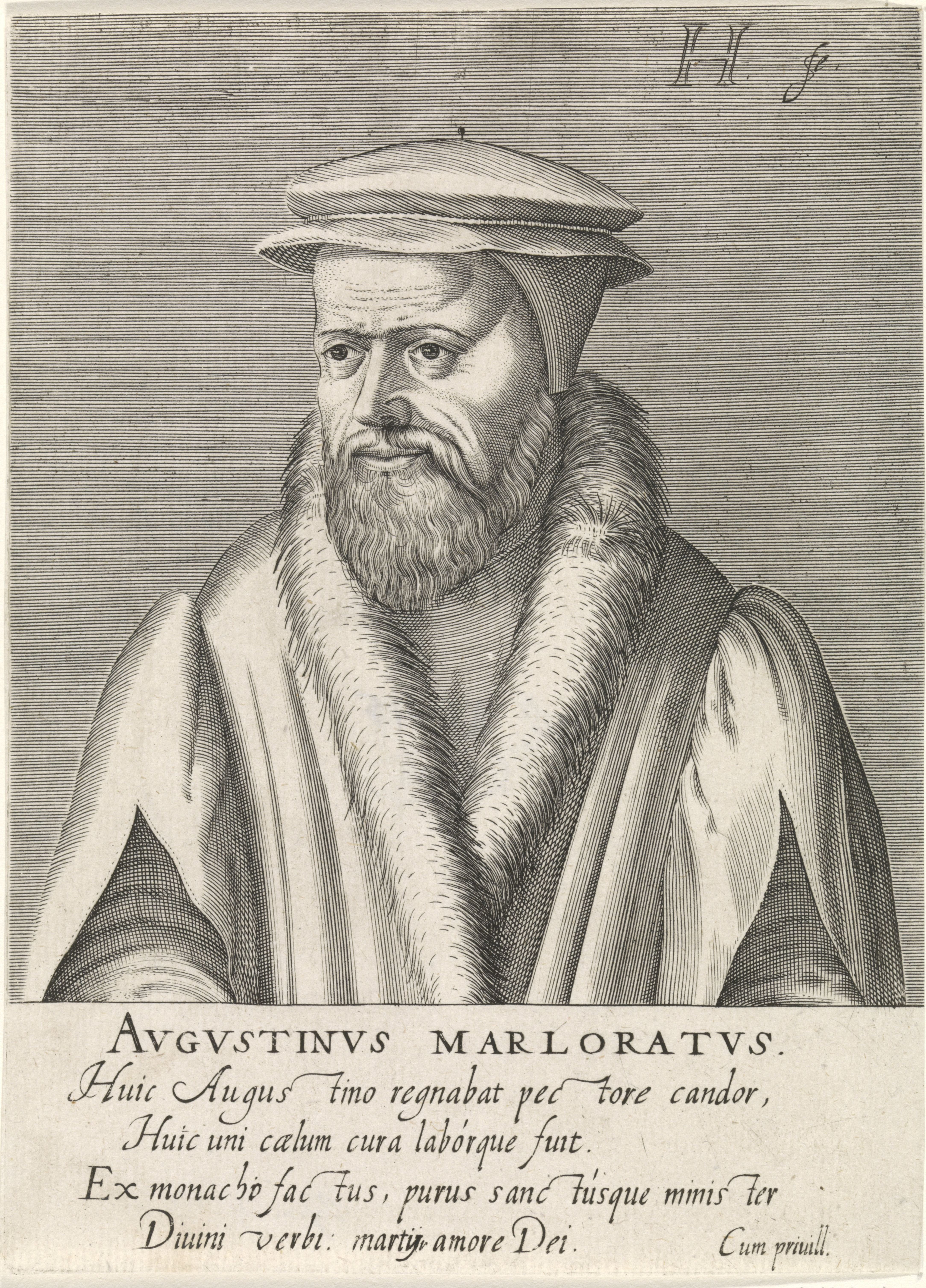
Augustin Marlorat

Augustin Marlorat, auch Augustin Marlorat du Pasquier (* 1506 in Bar-le-Duc im Herzogtum Lothringen; † 31. Oktober 1562 anderes Datum 30. Oktober 1562 oder 1. November 1562 in Rouen), war ein französischer Reformator.

## Leben

### Werdegang
Augustin Marlorat trat im Alter von acht Jahren, nachdem er seine Eltern verloren hatte, 1514 in das Augustinerkloster in Bar-le-Duc (heute: Kirche St-Antoine) ein, legte 1524 das Gelübde ab und ließ sich zum Priester weihen; 1533 wurde er Prior eines Klosters in Bourges. Kurz darauf begann er sich mit der Reformation zu beschäftigen, dies wurde noch begünstigt, weil die Universität Bourges von der an Glaubensfragen interessierten Margarete von Navarra verwaltet wurde, dort Melchior Volmar unterrichtete und Johannes Calvin und Théodore de Bèze Theologie studierten; mit Théodore de Bèze verband ihn seitdem eine enge Freundschaft.
1533 begann er in seinen Predigten in Bourges, Poitiers und Angers die Reformation zu propagieren und musste daraufhin, nach einer größeren Verfolgung von Protestanten in Frankreich, 1535 nach Genf flüchten, dort arbeitete er anfangs als Korrektor für Hebräisch bei einem Buchdrucker. Später studierte er Theologie an der Universität Lausanne und wurde auf Empfehlung von Pierre Viret in Crissier als Geistlicher angestellt; In Crissier heiratete er auch und hatte später fünf Kinder.
Von Crissier ging er nach Vevey und blieb dort bis 1559. Im Februar 1559 ging er nach Genf, wurde jedoch bereits im Juli 1559 als Geistlicher für die dortige evangelische Gemeinde nach Paris gesandt. Im Juli 1560 ging er als erster Geistlicher nach Rouen.
Er nahm vom 3. September bis 14. Oktober 1561, gemeinsam mit Théodore de Bèze, am Religionsgespräch zwischen katholischen und protestantischen Theologen in Poissy in der Region Ile-de-France teil, das auf Initiative der Katharina von Medici in Anwesenheit ihres Sohns, des minderjährigen Königs Karl IX., abgehalten wurde.
Am 25. Januar 1562 war er Präsident der Provinzialsynode von Dieppe in der Normandie.

### Hinrichtung
Nach dem Blutbad von Wassy am 1. März 1562 waren die Reformierten in Rouen so verunsichert, dass sie nur noch bewaffnet zu den Predigten gingen, allerdings waren sie inzwischen so zahlreich, dass das große Abendmahl, das Ende März gehalten wurde, drei Tage dauerte.
Um Gräueltaten vorzubeugen, wie sie in Paris, Sens und Toulouse vorgekommen waren, entschlossen sich die Reformierten, die Stadtregierung zu übernehmen. Hierzu besetzten sie vom 15. zum 16. April 1562 die Stadttore, das Rathaus sowie das Schloss und vertrieben den Unterstatthalter; das Parlament flüchtete nach Louviers; später wurde auch noch das befestigte Kloster auf dem Katharinenberg gestürmt. Die Bürger schufen sich nun eine eigene Verwaltungsbehörde und zwölf Bürger übernahmen als oberster Rat die Leitung der Geschäfte, denen ein Rat von Hundert Bürgern unterstellt war. Die Stimmführer und Leiter waren Johann du Bose, Herr zu Esmandrille (auch Johann de Mandreville), Präsident der Rentkammer und Augustin Marlorat.
Eine erste Belagerung Rouens, die am 27. Mai 1562 durch Herzog Claude de Lorraine, duc d’Aumale begann, konnte mehrmals abgewehrt werden, sodass der Herzog am 12. Juni wieder abzog.
Am 29. September 1562 erschien dann das katholische Hauptheer mit 18.000 Mann, geführt von König Karl IX., Anton von Navarra und dem Herzog François de Lorraine, duc de Guise. Trotz der Verteidigung der Stadt durch Gabriel de Lorges, Graf von Montgomery, der Rouen zu Hilfe geeilt war, konnte die Stadt am 26. Oktober durch den König eingenommen werden, sodass Augustin Marlorat, der sich mit seiner Familie in einem Turm versteckt hatte, festgenommen werden konnte; kurz darauf ließ ihn der Connétable Anne de Montmorency zu sich kommen und beschimpfte ihn.
In seiner Verhandlung am 29. Oktober wegen Hochverrat bekannte sich Augustin Marlorat als protestantischer Prediger, ehemaliger Mönch und verheirateter Priester. Nachdem am 30. Oktober das Todesurteil gefallen war, wurde er am 31. Oktober 1562 vor seiner Kirche Eglise de Notre-Dame, gemeinsam mit Johann du Bose gehenkt. Seiner Ehefrau gelang mit den Kindern die Flucht nach England, sie wurde dort von der wallonischen Kirche unterstützt.

### Geistliches und schriftstellerisches Wirken
Augustin Marlorat teilte die calvinistische Ansicht der Unterscheidungslehren der beiden protestantischen Kirchen und war bekannt für seine Predigten. Als nach dem Streit über das Exkommunikationsrecht Pierre Viret von der Berner Regierung entlassen wurde, wurde auch er im Februar 1559 seiner Ämter enthoben.
Kurz vor seiner Hinrichtung am 23. Dezember 1559 sprach Augustin Marlorat noch mit dem Märtyrer Anne du Bourg und wies ihn darauf hin, seinen Glauben nicht zu verleugnen.
Im Dezember 1560 richteten die Protestanten von Rouen eine von August Marlorat verfasste Petition an den König und baten um die Erlaubnis, eine Kirche für ihren Gottesdienst nutzen zu dürfen. Obwohl die Petition abgelehnt wurde, hielten die Protestanten ihren Gottesdienst.
Er verfasste zahlreiche Bibelkommentare und seine Schriften erfuhren bis in das 17. Jahrhundert mehrfache Auflagen und Übersetzungen, unter anderem auch in das Englische. Seine Schriften standen seit 1559 auf dem Index Librorum Prohibitorum der von der römisch-katholischen Kirche verbotenen Bücher.
Er stand unter anderem in Kontakt mit dem flämischen Reformator Petrus Dathenus.

## Schriften (Auswahl)
- Remonstrance A La Royne Mere Dv Roy Tres-Chrestien. Lyon 1561.
- Apologie des ministres et anciens de l’Eglise reformée en la ville de Rouen, sur le brisement des images. Avec une Exhortation à tout le peuple d'embrasser le saint Evangile. 1562.
- Genesis cum catholica expositione ecclesiastica, id est ex universis probatis theologis (quos Dominus diversis suis Ecclesiis dedit) excerpta, a quodam Verbi Dei ministro, diu multumque in theologia versato. Sive Bibliotheca expositionum Geneseos, id est expositio ex probatis theologis (quotquot in Genesin aliquid scripserunt) collecta et in unum corpus singulari artificio conflata : quae instar bibliothecae multis expositorum libris refertae esse possit. Genève: Henri II Estienne, typographe d’Ulrich Fugger, 1562.
- Esaiae prophetia, cum catholica expositione ecclesiastica, quam Augustinus Marloratus, Verbi Dei minister in sacris literis exercitatissimus, ex theologis omnium huius seculi praestantissimis excerpsit, suúmque in eam symbolum contulit. Adjectus est index locuples et artificiose digestus, huic expositioni communis cum eiusdem generis expositionibus in Genesin et in Psalmos, antehac ab eodem Marlorato editis. Genève: Henri II Estienne, typographe d’Ulrich Fugger, 1564.
- Novi Testamenti catholica expositio ecclesiastica: id est, ex universis probatis theologis excerpta, à quodam verbi Dei ministro, Sive, Bibliotheca expositionum Novi Testamenti: Id est expositio ex probatis omnibus theologis collecta, et in unum corpus singulari artificio conflata: quae instar bibliothecae multis expositoribus refertae esse possit. Genève: Henri II Estienne et al. pour les héritiers de Laurent de Normandie & Barthelemy Vincent, 1570
- A Catholike exposition upon the Revelation of Sainct John. London: H. Binneman, for L. Harison, and G. Bishop, 1574.
- Le Nouveau Testament, c'est à dire, la nouvelle alliance de nostre Seigneur Jesus Christ. Reveu et corrigé de nouveau sur le grec par l'advis des ministres de Geneve. Avec annotations reveues et augmentées par M. Augustin Marlorat. Genève: Émeran Le Melais, 1577.
- Augustin Marlorat; Henri Estienne: In CL Psalmos Davidis et aliorum Ss. prophetarum explicatio ecclesiastica, seu bibliotheca expositionum in Psalmos, ex probatis theologis collecta, et in unum corpus non minus ingeniose quam laboriose concinnata: quae instructissima et paucis multa comprehendentis bibliotheca loco esse potest. Item Cantica sacra ex diversis bibliorum locis cum simili expositione, Augustino Marlorato verbi Dei ministro authore. Genève: Eustache Vignon & Jean Le Preux, 1585.
- Augustin Marlorat; Amandus Polanus von Polansdorf; Izsák Fegyverneki: Enchiridii Locorvm Commvnivm Theologicorvm, Rerum, Exemplorum; Phrasium sacrarum. Basel: Konrad von Waldkirch, 1589.
- Guillaume Feugueray; Augustin Marlorat: Propheticae et apostolicae, id est, Totius divinae ac canonicae scripture thesaurus, in locos communes rerum, dogmatum suis exemplis illustratorum, & phraseon scripturae familiarum, ordine alphabetico digestus. Bernae Helvetiorum : excudebat Ioannes le Preux, illustrissimorum DD. Bernensium typographus, 1601.
- Thesaurus Sacrae scripturae propheticae et apostolicae. In locos communes rerum , dogmatvm, suis exemplis illustratorum, & Phraseôn Scripturae familiarium, ordine Alphabetico Digestus Cum Indice Locupletissimo. Apud Petrum & Iacobum Chouët, 1624.